# Vlag van Voorst

Vlag van de gemeente Voorst

De vlag van Voorst is sinds 1962 de gemeentelijke vlag van de Gelderse gemeente Voorst. De beschrijving luidt als volgt:
Een goudgeel veld met daarop drie rode in verticale stand staande kepers.
De vlag bestaat uit een gele achtergrond waarin drie rode kepers naar links afgebeeld zijn. De vlag is afgeleid van het gemeentelijke wapen.

## Verwante wapens

Het wapen van Voorst

Aalten ·
Apeldoorn ·
Arnhem ·
Barneveld ·
Berg en Dal ·
Berkelland ·
Beuningen ·
Bronckhorst ·
Brummen ·
Buren ·
Culemborg ·
Doesburg ·
Doetinchem ·
Druten ·
Duiven ·
Ede ·
Elburg ·
Epe ·
Ermelo ·
Harderwijk ·
Hattem ·
Heerde ·
Heumen ·
Lingewaard ·
Lochem ·
Maasdriel ·
Montferland ·
Neder-Betuwe ·
Nijkerk ·
Nijmegen ·
Nunspeet ·
Oldebroek ·
Oost Gelre ·
Oude IJsselstreek ·
Overbetuwe ·
Putten ·
Renkum ·
Rheden ·
Rozendaal ·
Scherpenzeel ·
Tiel ·
Voorst ·
Wageningen ·
West Betuwe ·
West Maas en Waal ·
Westervoort ·
Wijchen ·
Winterswijk ·
Zaltbommel ·
Zevenaar ·
Zutphen